# 瓜达卢佩 (巴西)
瓜达卢佩（葡萄牙語：Guadalupe）是巴西皮奥伊州的一个市镇。总面积1019.645平方公里，总人口9575人，人口密度9.4人/平方公里。